# 新鲜王子妙事多
《新鲜王子妙事多》（英語：The Fresh Prince of Bel-Air）是一部美国电视情景喜剧，于1990年9月10日到1996年5月20日在全国广播公司播出。该剧由威尔·史密斯扮演一个来自费城西部的街头少年（虚构化的自己），他被母亲送到在洛杉矶貝萊爾（Bel-Air）的姨妈家寄住，而他的生活方式常常和亲戚们发生摩擦。该剧共播出6季148集。

## 背景故事
威尔·史密斯是20世纪80年代末的一名极其知名且成功的饶舌歌手，但是由于他过度挥霍并少缴了收入税，美国国家税务局因此向其开出了280万美元的罚单。税务局还没收了他的很多财产并扣押了他的收入。这几乎导致史密斯破产，而正在此时（1990年），全国广播公司向其发出邀请，并同他签下合约，为其开发一部情景喜剧。

## 主题曲和片头
主题曲和片头为该剧定下了基调。该剧虚构的同名角色威尔·史密斯是一个街头少年，出生并成长于费城西部，在卷入一次斗殴后被送到洛杉矶貝萊爾和自己的姨妈居住。
主题曲由史密斯（即“新鲜王子”）作词并表演，由昆西·琼斯编曲，两人在每一集片尾演职员表中都会被列出。该剧中用来连接各桥段的音乐也是使用了相同的曲调结构。在早期的部分集中，使用了该主题曲的完整版。时长2分55秒的完整长度版收录在了威尔·史密斯的专辑《Greatest Hits》中。
在第一季的最初几集中，主题曲包括第1-3段和第6、7段。从第4集开始只使用歌曲的前两段和最后两段，这样可以使该集的剧情时间更长。

## 演出人员
- 威尔·史密斯饰演威尔·史密斯，外号“新鲜王子”（The Fresh Prince）。
- 詹姆斯·艾弗里饰演菲利普·班克斯（Philip Banks），威尔的姨夫。
- 珍妮特·哈伯特-怀特恩（英语：Janet Hubert-Whitten）在第1-3季饰演薇薇安·班克斯（Vivian Banks），威尔的姨妈。
- 达芙妮·麦斯维尔·瑞德（英语：Daphne Maxwell Reid）在第4-6季饰演薇薇安·班克斯。
- 卡林·帕森斯（英语：Karyn Parsons）饰演希拉里·班克斯（Hilary Banks），威尔的表姐，菲利普与薇薇安的大女儿。
- 阿方索·里贝罗饰演卡尔顿·班克斯（Carlton Banks），威尔的表弟，菲利普与薇薇安的儿子。
- 塔缇娜·阿里（英语：Tatyana Ali）饰演阿什利·班克斯（Ashley Banks），威尔的表妹，小女儿。
- 罗斯·拜格里（英语：Ross Bagley）在第5、6季饰演尼古拉斯·班克斯(Nicholas "Nicky" Banks)，昵称“尼基”（Nicholas "Nicky" Banks），威尔的小表弟，姨妈家年紀最小的孩子。
- 约瑟夫·马塞尔（英语：Joseph Marcell）饰演杰弗里（Geoffrey），班克斯家的管家。
- DJ Jazzy Jeff（英语：DJ Jazzy Jeff）饰演“爵士”（Jazz），威尔的好友。
- 威尼·沃特森-约翰逊（英语：Vernee Watson-Johnson）饰演薇夫·史密斯（Vy Smith），威尔的母亲。

## DVD发行
华纳家庭录像带部门（Warner Home Video）在1区发售了该剧的1-6季全集。 在2区和4区，第1-4季已经发布，在德国（2区）发布了第5、6季，节目内容和DVD的菜单都是英文，只有DVD包装是德文。
| DVD名     | 集数 | 发布时间       | 发布时间       | 发布时间      |
| DVD名     | 集数 | 1区            | 2区            | 4区           |
| --------- | ---- | -------------- | -------------- | ------------- |
| 第1季全集 | 25   | 2005年2月8日   | 2005年2月21日  | 2005年4月13日 |
| 第2季全集 | 24   | 2005年10月11日 | 2005年11月21日 | 2006年3月1日  |
| 第3季全集 | 24   | 2006年2月14日  | 2006年6月26日  | 2006年8月9日  |
| 第4季全集 | 26   | 2006年8月8日   | 2007年1月22日  | 2006年12月6日 |
| 第5季全集 | 25   | 2010年5月11日  | 2010年6月18日  | 待定          |
| 第6季全集 | 24   | 2011年4月19日  | 2011年5月6日   | 待定          |

## 获奖及提名
下表列出了该剧获得的获奖及提名情况：
| 奖项                                        | 结果 | 获奖/提名人                         | 年份 |
| ------------------------------------------- | ---- | ----------------------------------- | ---- |
| ASCAP电影、电视、音乐奖                     |      |                                     |      |
| 最佳电视剧集                                | 獲獎 | 昆西·琼斯 威尔·史密斯 DJ Jazzy Jeff | 1994 |
| 艾美奖                                      |      |                                     |      |
| 灯光指导杰出个人成就奖 - 喜剧电视剧集       | 提名 | Art Busch                           | 1996 |
| 金球奖                                      |      |                                     |      |
| 电视剧集最佳男演员表演 - 喜剧/音乐类        | 提名 | 威尔·史密斯                         | 1994 |
| 电视剧集最佳男演员表演 - 喜剧/音乐类        | 提名 | 威尔·史密斯                         | 1993 |
| 有色人种促进协会形象奖                      |      |                                     |      |
| 杰出喜剧剧集                                | 提名 |                                     | 1997 |
| 最佳男配角 - 喜剧剧集                       | 獲獎 | 阿方索·里贝罗                       | 1996 |
| 最佳男主角 - 喜剧剧集                       | 提名 | 威尔·史密斯                         | 1997 |
| 最佳青年演员                                | 獲獎 | 塔缇娜·阿里                         | 1997 |
| 最佳女配角 - 喜剧剧集                       | 提名 | 尼娅·朗                             | 1996 |
| 最佳女配角 - 喜剧剧集                       | 提名 | 达芙妮·麦斯维尔·瑞德                | 1996 |
| 儿童选择奖:                                 |      |                                     |      |
| 最受欢迎电视男演员                          | 提名 | 威尔·史密斯                         | 1996 |
| 最受欢迎电视节目                            | 提名 |                                     | 1996 |
| 最受欢迎电视女演员                          | 獲獎 | 塔缇娜·阿里                         | 1996 |
| ALMA奖                                      |      |                                     |      |
| 杰出电视剧男演员 - 交叉角色                 | 提名 | 阿方索·里贝罗                       | 1996 |
| TP de Oro（西班牙电视剧奖）                 |      |                                     |      |
| 最佳外语剧集                                | 提名 |                                     | 1996 |
| 最佳外语剧集                                | 獲獎 |                                     | 1994 |
| TV Land频道奖                               |      |                                     |      |
| 最佳广播剧管家角色                          | 提名 | 约瑟夫·马塞尔                       | 2004 |
| 最受欢迎“背井离乡”（Fish Out of Water）角色 | 提名 | 威尔·史密斯                         | 2004 |
| 青年艺术家奖                                |      |                                     |      |
| 十岁以下男演员最佳表演 - 电视类             | 獲獎 | 罗斯·拜格里                         | 1996 |
| 十岁以下男演员最佳表演 - 电视类             | 獲獎 | 罗斯·拜格里                         | 1995 |
| 最佳青年喜剧演员                            | 提名 | 塔缇娜·阿里                         | 1994 |
| 饰演客串角色最佳青年男演员 - 电视剧集       | 提名 | 拉伦兹·泰特                         | 1993 |
| 饰演客串/回归角色最佳青年男演员 - 电视剧集  | 提名 | 提文·坎布                           | 1992 |
| 最佳新家庭电视喜剧剧集                      | 獲獎 |                                     | 1991 |
| 新星奖                                      |      |                                     |      |
| 最佳青年女演员表演 - 电视喜剧               | 獲獎 | 塔缇娜·阿里                         | 1997 |